# Tenisz a 2015. évi nyári universiadén
A 2015. évi nyári universiadén a teniszben összesen 7 versenyszámot rendeztek. A tenisz versenyszámait június 4. és 12. között tartották.

## Éremtáblázat
| #        | Ország           | Arany | Ezüst | Bronz | Összesen |
| 1.       | Dél-Korea        | 3     | 1     | 1     | 5        |
| 2.       | Tajvan           | 2     | 2     | 3     | 7        |
| 3.       | Nagy-Britannia   | 1     | 1     | 0     | 2        |
| 4.       | Fehéroroszország | 1     | 0     | 0     | 1        |
|          |                  |       |       |       |          |
| 5.       | Thaiföld         | 0     | 2     | 2     | 4        |
| 6.       | Oroszország      | 0     | 1     | 2     | 3        |
|          |                  |       |       |       |          |
| 7.       | Japán            | 0     | 0     | 2     | 2        |
|          | Franciaország    | 0     | 0     | 1     | 1        |
| 9.       | Indonézia        | 0     | 0     | 1     | 1        |
| Összesen | Összesen         | 7     | 7     | 12    | 26       |

## Férfi
| versenyszám | arany                                               | ezüst                            | bronz                              |
| Egyéni      | Chung Hyeon (Dél-Korea)                             | Aslan Karatsev (Oroszország)     | Yang Tsung-hua (Tajvan)            |
| Egyéni      | Chung Hyeon (Dél-Korea)                             | Aslan Karatsev (Oroszország)     | Lucas Poullain (Franciaország)     |
| Páros       | Nagy-Britannia Joseph Salisbry Darren Matthew Walsh | Dél-Korea Chung Hyeon Nam Jisung | Japán Shintaro Imai Kaito Uesugi   |
| Páros       | Nagy-Britannia Joseph Salisbry Darren Matthew Walsh | Dél-Korea Chung Hyeon Nam Jisung | Tajvan Lee Hsin-han Peng Hsien-yin |
| Csapat      | Dél-Korea                                           | Tajvan                           | Oroszország                        |

## Női
| versenyszám | arany                         | ezüst                            | bronz                                                    |
| Egyéni      | Chang Kai-chen (Tajvan)       | Luksika Kumkhum (Thaiföld)       | Varathchaya Wongteanchai (Thaiföld)                      |
| Egyéni      | Chang Kai-chen (Tajvan)       | Luksika Kumkhum (Thaiföld)       | Beatrice Gumulya (Indonézia)                             |
| Páros       | Dél-Korea Han Na lae Lee Sora | Tajvan Hsu Chien-yu Lee Ya-hsuan | Japán Erina Hayashi Aiko Yoshitomi                       |
| Páros       | Dél-Korea Han Na lae Lee Sora | Tajvan Hsu Chien-yu Lee Ya-hsuan | Thaiföld Noppawan Lertcheewakarn Varatchaya Wongteanchai |
| Csapat      | Tajvan                        | Thaiföld                         | Dél-Korea                                                |

## Vegyes
| versenyszám | arany                                               | ezüst                                                        | bronz                                             |
| Páros       | Fehéroroszország Lidziya Marozava Andrei Vasilevski | Nagy-Britannia Alexandra Rachael Walker Darren Matthew Walsh | Oroszország Veronyika Kugyermetova Aslan Karatsev |
| Páros       | Fehéroroszország Lidziya Marozava Andrei Vasilevski | Nagy-Britannia Alexandra Rachael Walker Darren Matthew Walsh | Tajvan Chang Kai-chen Peng Hsien-yin              |